# تیم هکر
تیم هِکِر (انگلیسی: Tim Hecker؛ زادهٔ ۱۷ ژوئیهٔ ۱۹۷۴) موسیقی‌دان الکترونیک و هنرمند صدای کانادایی است. او از سال ۱۹۹۶ میلادی تاکنون مشغول فعالیت بوده‌است.